# アンディ・ウォーホル
- アンディ・ウォーホル
- アンディ・ウォーホール[1][2][3]

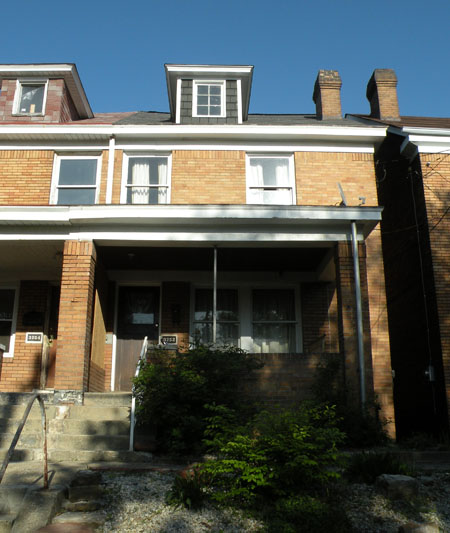
ピッツバーグにあるウォーホルの子供時代の家

アンディ・ウォーホル（Andy Warhol、1928年8月6日 - 1987年2月22日）は、アメリカの画家・版画家・芸術家でポップアートの旗手。本名はアンドリュー・ウォーホラ（Andrew Warhola）。
銀髪のカツラをトレードマークとし、ロックバンドのプロデュースや映画制作なども手掛けたマルチ・アーティスト。

## 生涯

### 生い立ち
チェコスロバキア共和国ゼムプリーン県ストロプコウ郡ミコー村（現在のスロバキア共和国プレショウ県ミコヴァー村）から移民したルシン人の父・オンドレイと母・ユーリアの三男として、アメリカ合衆国ペンシルベニア州ピッツバーグで生まれる。移民前の旧姓はヴァルホラ（スロバキア語:Varchola, ルシン語:Вархола）。2人の兄（ポール、ジョン）がいた。ルシン人の両親は敬虔なルテニア東方典礼カトリック教徒で、彼自身も同様に育ち生涯を通じ教会へ通った。
虚弱体質で、色白かつ日光アレルギーであり、赤い鼻をしていた。早い時期から芸術の才能を現した。肉体労働者だった父アンドレイは1942年、アンディが14歳のときに死去、その後は母のジュリア一手で育てられた。アルバイトをしつつ地元の高校を卒業した後、カーネギー工科大学（現在のカーネギーメロン大学）に進学。同校で広告芸術を学び、1949年に卒業。

### ポップアートの誕生
1950年代、大学卒業後はニューヨークへ移り『ヴォーグ』や『ハーパース・バザー』など雑誌の広告やイラストで知られた。1952年には新聞広告美術の部門で「アート・ディレクターズ・クラブ賞」を受賞し、商業デザイナー・イラストレーターとして成功するが、同時に注文主の要望に応えイラストの修正に追われ、私生活では対人関係の痛手を受けるなど苦悩の時期でもあった。彼は後に、ただ正確に映すテレビ映像のように内面を捨て表層を追うことに徹する道を選ぶこととなる。この間に、線画にのせたインクを紙に転写する「ブロッテド・ライン (blotted line)」という大量印刷に向いた手法を発明する。
1960年、イラストレーションの世界を捨て、ファインアートの世界へ移る。『バットマン』、『ディック・トレイシー』、『スーパーマン』など、コミックをモチーフに一連の作品を制作するが、契約していたレオ・キャステリ・ギャラリーで、同様にアメリカン・コミックをモチーフに一世を風靡したロイ・リキテンスタインのポップイラストレーション作品に触れて以降、この主題からは手を引いてしまった。当時アメリカは目覚ましい経済発展のさなかにあった。
1961年、身近にあったキャンベル・スープの缶やドル紙幣をモチーフにした作品を描く。これがポップアート誕生のきっかけとなった。
1962年にはシルクスクリーンプリントを用いて作品を量産するようになる。モチーフにも大衆的で話題に富んだものを選んでいた。マリリン・モンローの突然の死にあたって、彼はすぐさま映画『ナイアガラ』のスチル写真からモンローの胸から上の肖像を切り出し、「マリリンのディスパッチ」等、以後これを色違いにして大量生産しつづけた。ジェット機事故、自動車事故、災害、惨事などの新聞を騒がせる報道写真も使用した。

### ファクトリーでの制作活動

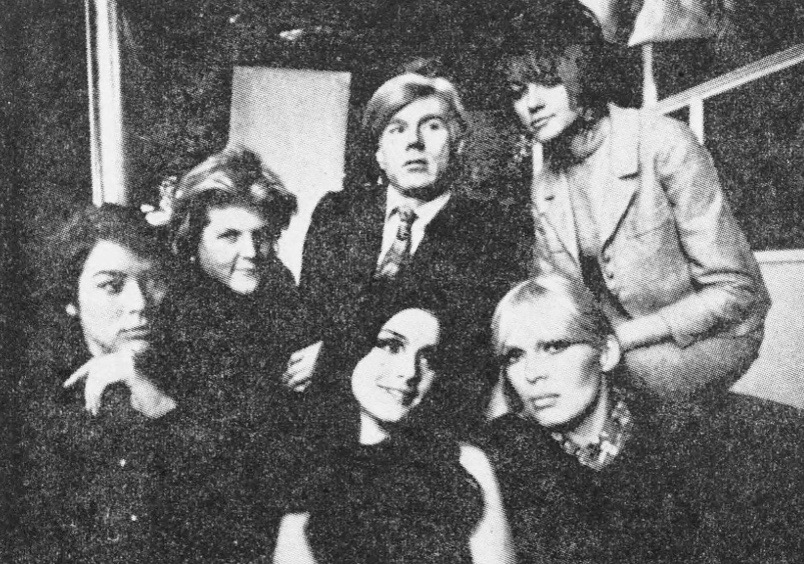
ウォーホルとファクトリー（The Factory）に集うアンディとその仲間たち

1964年からはニューヨークにファクトリー (The Factory) と呼ばれるスタジオを構える。ファクトリーはアルミフォイルと銀色の絵具で覆われた空間であり、あたかも工場で大量生産するかのように作品を制作することをイメージして造られた。彼はここでアート・ワーカー（art worker、芸術労働者）を雇い、シルクスクリーンプリント、靴、映画などの作品を制作する。ファクトリーはミック・ジャガー（ローリング・ストーンズ）、ルー・リード（ヴェルヴェット・アンダーグラウンド）、トルーマン・カポーティ（作家）、イーディー・セジウィック（モデル）などアーティストの集まる場となった。
1965年、「ヴェルヴェット・アンダーグラウンド」(The Velvet Underground; 以下 V.U. と略) のデビューアルバムのプロデュースを行う（バンドの詳細は同項目を参照）。

ウォーホルは V.U. の演奏を聴き共作を申し込み、女優兼モデルのニコを引き合わせ加入させる。1967年3月発売の彼らのデビュー作『The Velvet Underground & Nico』（ヴェルヴェット・アンダーグラウンド・アンド・ニコ）では、プロデュースとジャケットデザインを手掛けた。シルクスクリーンによる「バナナ」を描いたレコードジャケットは有名となった。前衛的音楽のためアルバムはあまり売れなかったが、後に再評価された。ウォーホルは V.U. の楽曲を映画のサウンドトラックとしても用いた。セカンドアルバム制作の頃にはウォーホルとの関係も終わる。彼らとの関係は、映画『ルー・リード: ロックン・ロール・ハート / Lou Reed: Rock and Roll Heart』に描かれている。また、ウォーホルの死後、メンバーのリードとケイルは再結成し『Songs For Drella』（1990年）という追悼アルバムを作成した（Drella はドラキュラとシンデレラを足した造語であり、彼らによるウォーホルの印象を表したという）。

### 狙撃事件

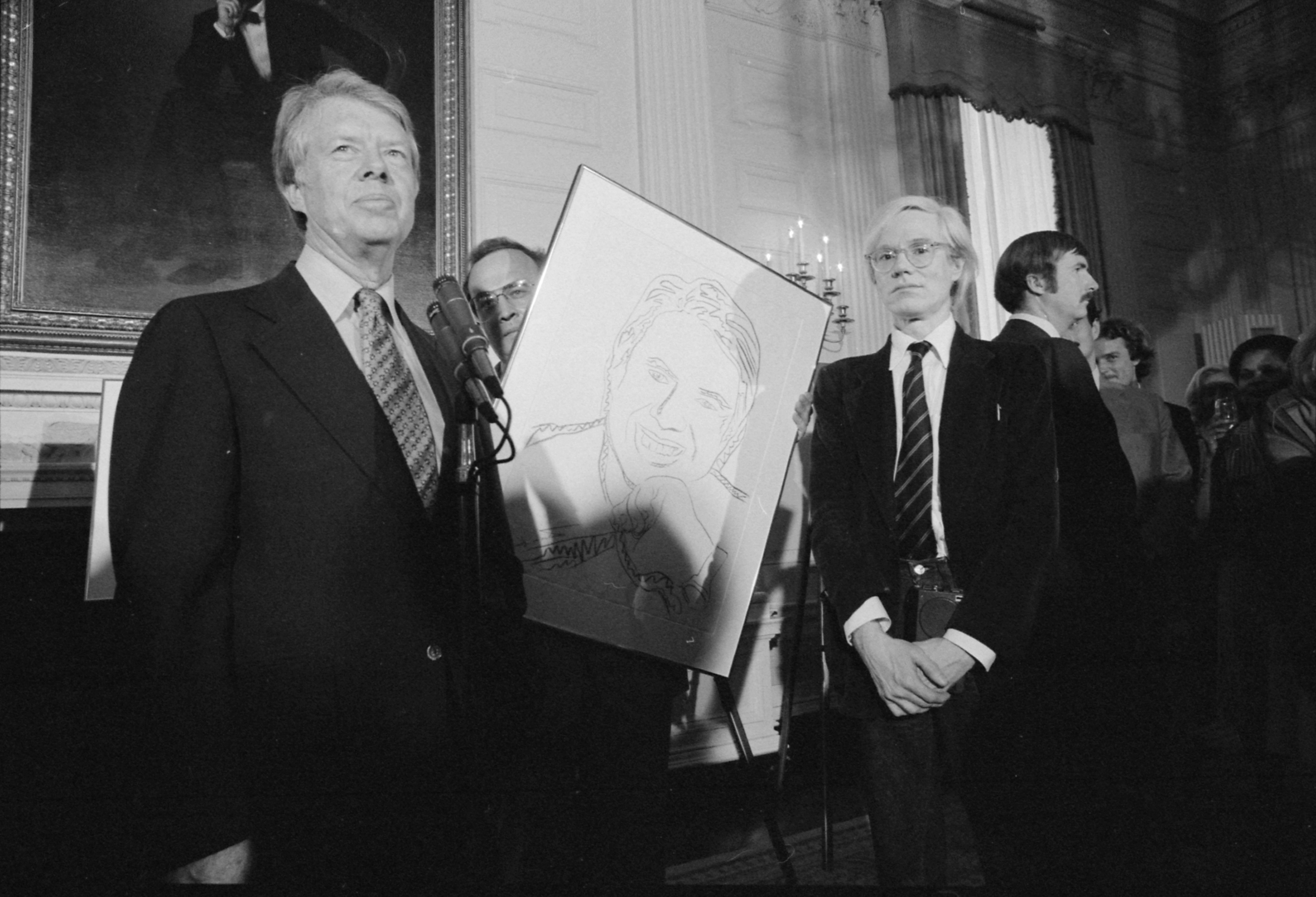
アンディ・ウォーホル（右）とカーター大統領（左）（1977年）

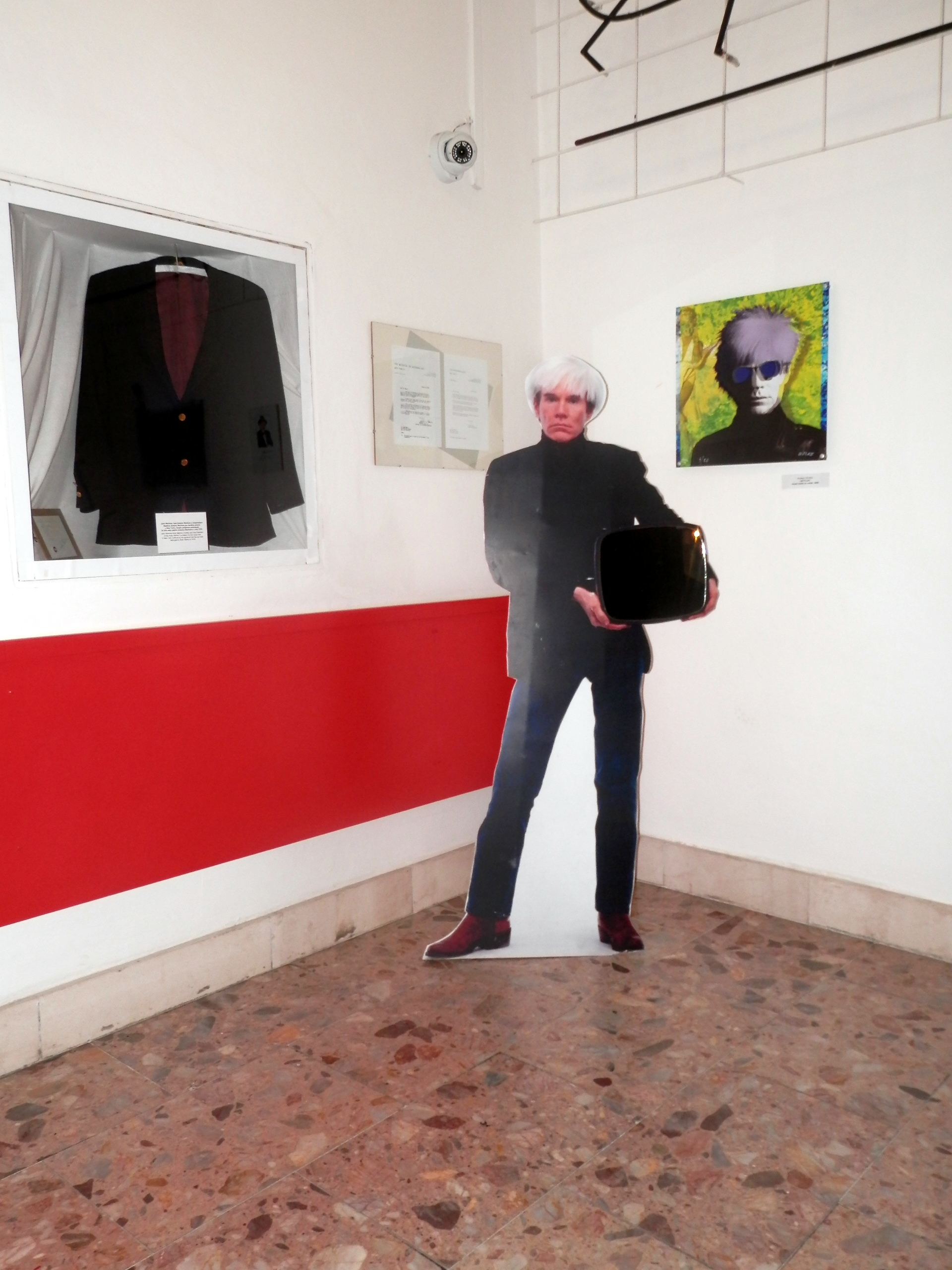
TDKビデオカセットテープCM出演時のアンディ・ウォーホルの写真と着用のジャケット（アンディ・ウォーホル現代美術館展示、2016年、スロバキア）

1968年6月3日 (40歳)、ウォーホルはラディカル・フェミニズム団体「全男性抹殺団（S.C.U.M. /Society for Cutting Up Men）」のメンバーだったヴァレリー・ソラナス（Valerie Solanas）に銃撃される。ソラナスはファクトリーの常連であり、ウォーホルに自作の映画脚本を渡したり、彼の映画に出演したことがあった。
三発発射された弾丸のうち、最初の二発は外れ、三発目が左肺、脾臓、胃、肝臓を貫通した。彼は重体となるが、一命をとりとめた。ソラナスは逮捕の上裁判にかけられたが、事件時に統合失調症を患っていたと診断され、「危害を加える明確な意図はなかった」として3年間精神病院に入院した。ソラナスは退院後もフェミニズムの活動を続けたが、1988年に肺炎により52歳で死去した。この事件は『アンディ・ウォーホルを撃った女 / I Shot Andy Warhol』として1995年に映画化された。
1970年代から1980年代は社交界から依頼を受け、ポートレイトのシルクスクリーンプリントを多数制作する。1970年には「ライフ」誌によってビートルズとともに「1960年代にもっとも影響力のあった人物」として選ばれる。1972年、ニクソンの訪中にあわせて毛沢東のポートレイトを制作した。同年、母がピッツバーグで死去。世界中で個展を開催するようになる。1974年 (46歳)、初来日。

### 多彩な活動と死
1982年から1986年にかけては災害や神話をモチーフとした一連の作品を作成する。最後の作品は1986年のレーニンのポートレイトなど。このレーニンのポートレイトは後にロシアの政商で有名なボリス・ベレゾフスキーに渡ることになる。
1983年から1984年にかけて、日本のTDKビデオカセットテープのCMに出演。『イマ人を刺激する』と題して、ブラウン管にカラーバー映像が映されたテレビを右肩に持ちながら「アカ、ミドォリィ、アオゥ、グンジョウイロゥ…キデイィ（キレイ）」とたどたどしい日本語を発するだけであったが、視聴者に強烈なインパクトを与えた。拡大したカラーバー映像を背景に、トライアングルを持ち、猫の格好をした女性が寄り添うバージョンや、シンバルを鳴らし「オト、オト、オト、オトーサァン!」と言うバージョンもあった。
1984年にはカーズのアルバム「ハートビート・シティ」からのシングル「Hello Again（ハロー・アゲイン）」のミュージック・ビデオを手掛けたが、最初のヴァージョンは内容が過激なため放送禁止になってしまった。
1987年2月17日、ニューヨーク・マンハッタンのクラブ「トンネル」で行われた、佐藤孝信の「アーストン・ボラージュ」のショーにモデルとしてマイルス・デイヴィスとともに参加。しかし直前に体調を悪くしイタリアから帰国したばかりで、これが最後の公での姿となった。
2月21日、ニューヨークのコーネル医療センターで胆嚢手術を受けるも翌22日、容態が急変し心臓発作で死去。58歳。生涯独身だった。ピッツバーグの洗礼者聖ヨハネ・カトリック共同墓地に埋葬されている。

## 作品

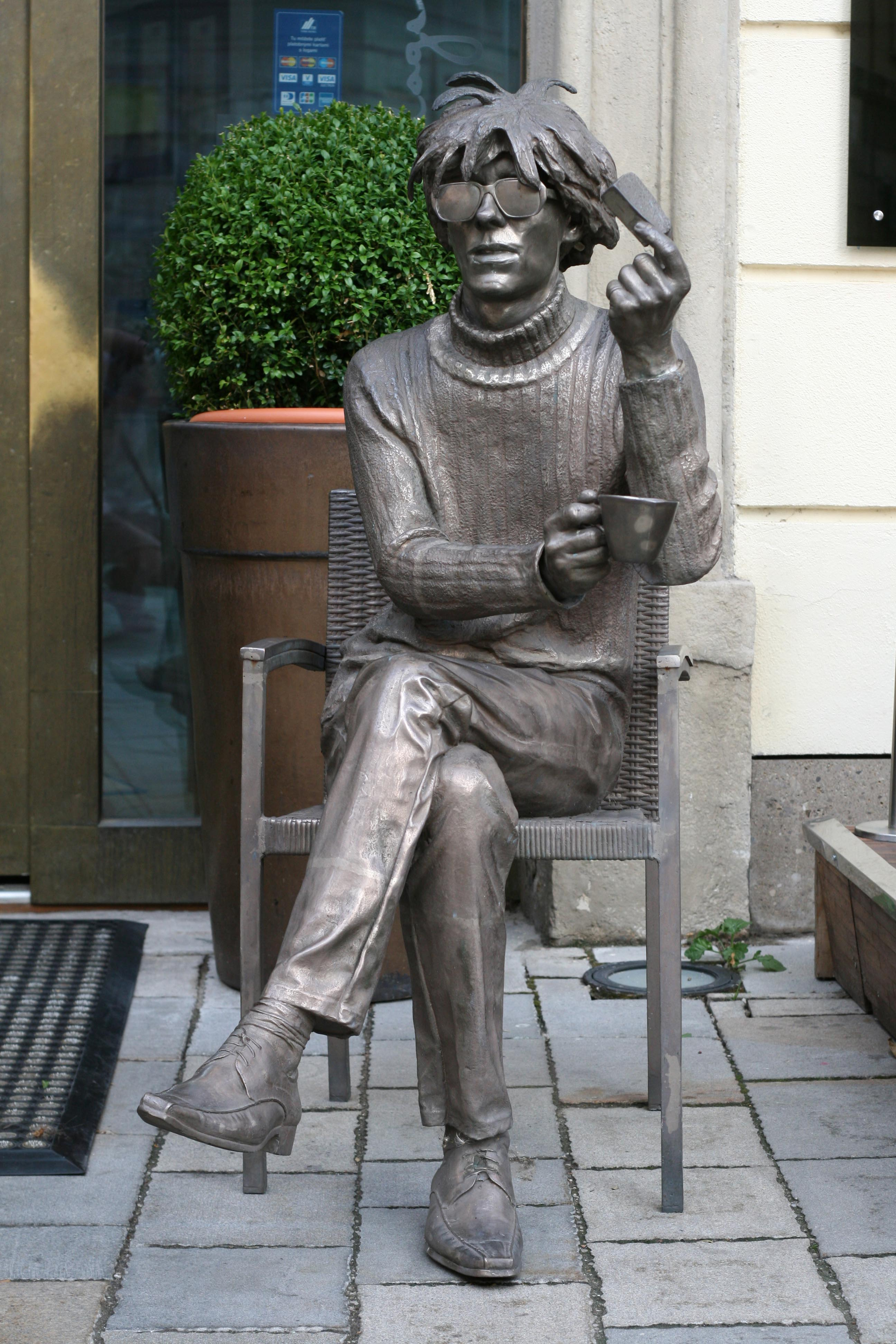
スロバキアの首都、ブラチスラヴァにあるウォーホルの像

派手な色彩で同じ図版を大量に生産できるシルクスクリーンの技法を用い、スターのイメージや商品、ドル記号など、アメリカ社会に流布する軽薄なシンボルを作品化した。古典芸術やモダニズムなどとは異なり、その絵柄は豊かなアメリカ社会を体現する明快なポップアート、商業絵画としても人気を博した。しかし、そこにはアメリカの資本主義や大衆文化のもつ大量消費、非人間性、陳腐さ、空虚さが表現されていると見ることもできる。普遍性を求めた彼の作品は、彼自身や大衆が日々接している資本主義やマス・メディアとも関連しており、また事故や死のイメージも描かれた。
彼は自身について聞かれた際、「僕を知りたければ作品の表面だけを見てください。裏側には何もありません」と、徹底し「芸術家の内面」をなくし表面的であろうと努めた。彼は有名なものへの愛情を隠さず、スターや政治家や事故、流行品をしばしば画題に取り上げ、それが有名で皆も自分も大好きだからだと理由を述べた。また彼自身がアメリカの有名人物になってからも、ペースを乱すことなく有名人を演じ、作品を制作し続けることを理想とした。

### シルクスクリーンによる作品
初期にはアクリル絵具などでキャンバスに描いていたが、1960年代以降は版画のシルクスクリーンを多用している。孔版印刷であるシルクスクリーンの原理は平たくいえば「プリントゴッコ」のようなもので、作家が直接印刷に携わらなくとも制作できる量産に適した手法である。彼は機械で生産するようにシルクスクリーン作品を刷るアトリエ「ファクトリー」を設け多くの若者を雇い制作にあたらせた。一方、同じ版を利用し意図的にプリントをずらしたり、インクをはみ出させた。
シルクスクリーンのモチーフに以下のようなものを選んだ（一例）。
- 商品: キャンベル・スープ缶「キャンベルのスープ缶」、シャネル N°5やコカ・コーラ、アブソルート・ウォッカの瓶、ブリロ・ボックスなどの有名普及品
- 有名人: エルヴィス・プレスリー、エリザベス・テイラー、イングリッド・バーグマン、クリストファー・リーブ、公女カロリーヌ、ジミー・カーター、ジョン・F・ケネディ、ジャクリーン・ケネディ、トルーマン・カポーティ、マイケル・ジャクソン、マリリン・モンロー、マーロン・ブランド、ミック・ジャガー、プリンス「オレンジプリンス（1984)（英語版）」、チェ・ゲバラ、毛沢東、モハメド・アリ、ウラジーミル・レーニン、坂本龍一､山口小夜子
- キャラクター：ミッキーマウス、ミニーマウス､鉄腕アトム （これらもシルクスクリーンを用いて制作された。）
  - 彼による肖像画は高額なギャランティーから当時の有名人らのステイタスとされ、多くの有名人が自分の姿のプリントを希望した。
- その他:ドル紙幣、原子爆弾、ピストル、自由の女神、電気椅子、夕日、花、最後の晩餐

### 映画制作
シルクスクリーンプリント制作の傍ら1963年から1968年にかけ、60を超える映画も手掛けた。ただし実験映画的な作風から、一般公開されたものは少ない。初めて一般に公開された作品は1966年の『チェルシー・ガールズ』。最も有名な一本は、眠る男を6時間映し続けた『スリープ( Sleep)』(1963年)。彼はアクション映画を好まず（本質的には同じであるにもかかわらず、ささいな差異にこだわっているから）、自らの映画では「本質的に同じのみならず細部まで全く正確に同じであること」を望んだ。延々と変化のない映像は普遍的なものをテーマとしたウォーホルの視点から見ると、理想だったのかもしれない。
その後も映画制作をし、劇映画も制作。
ニューヨークの有名ホテル「チェルシー」を舞台に、その各部屋で繰り広げられる人間の喜怒哀楽を、任意の2部屋分だけ適宜の時間セレクトし、2つのスクリーンを使いランダムに映し続ける（途中どちらか片方のスクリーンにはニコの貌がランダムに挿入される）、『チェルシー・ガールズ』(1966年)は全米で公開され大ヒットとなった。他にも『エンパイア (1964年の映画)』、『フォースターズ（1967年映画)』がある。1970年代に入ってからはそれまでの作品とは一転し、ジョー・ダレッサンドロやウド・キアを主演とする『悪魔のはらわた』（1974年）や『処女の生血』（1974年）、『アンディ・ウォーホルのBAD』（1977年）といったホラー映画の総監修も行なった。ポルノ映画『ブルー・ムービー』の監督も行った。

### 『Interview』誌
『Interview』は、ウォーホルが企画し立ち上げた、インタビューのみで構成される月刊グラフ誌である。1969年秋創刊。縦16インチ・横10.5インチの大きな表紙写真に様々な分野の話題の人物を載せた。

## 記念

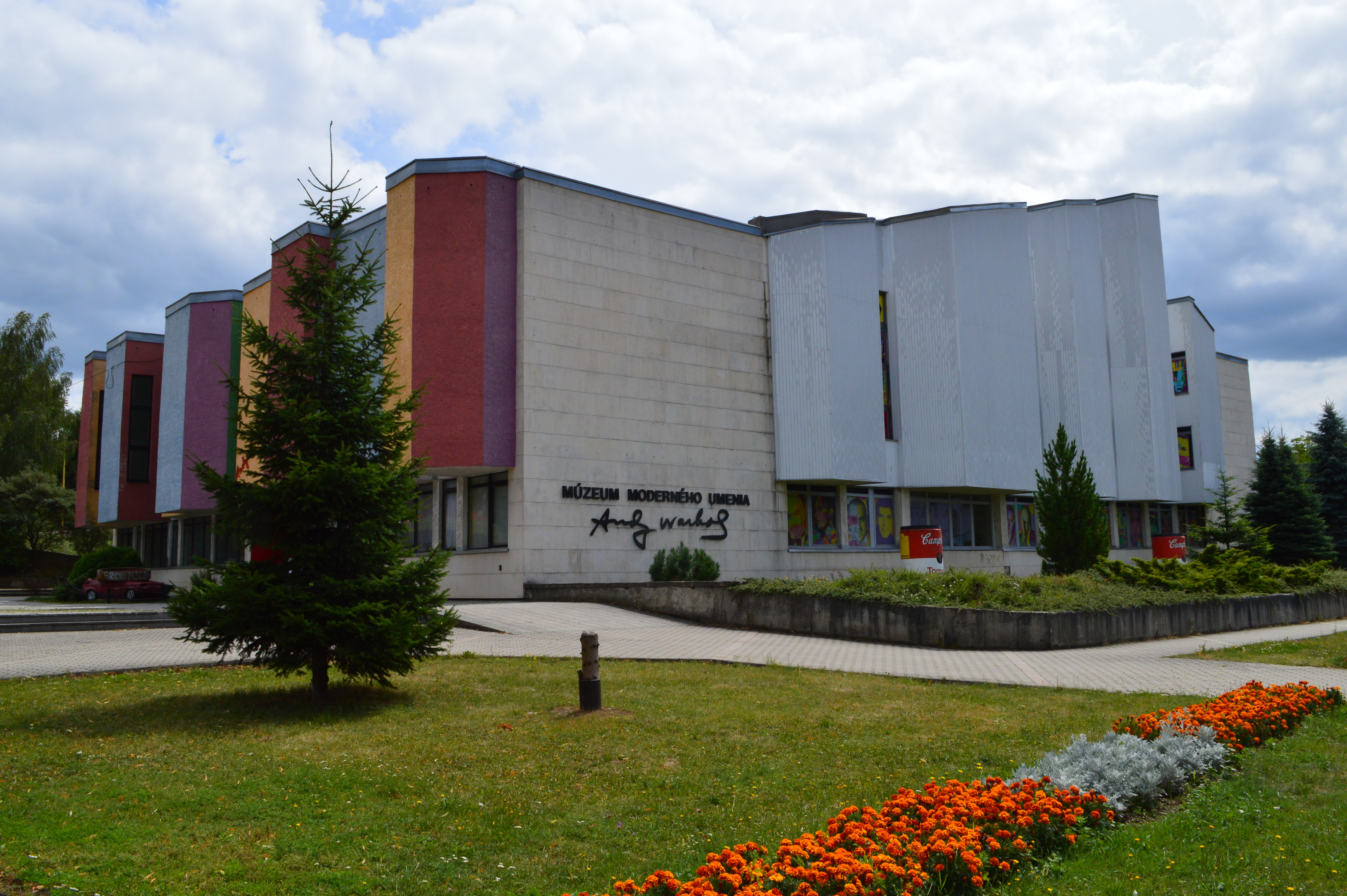
アンディ・ウォーホル現代美術館（スロバキア・プレショウ県メジラボルツェ市）

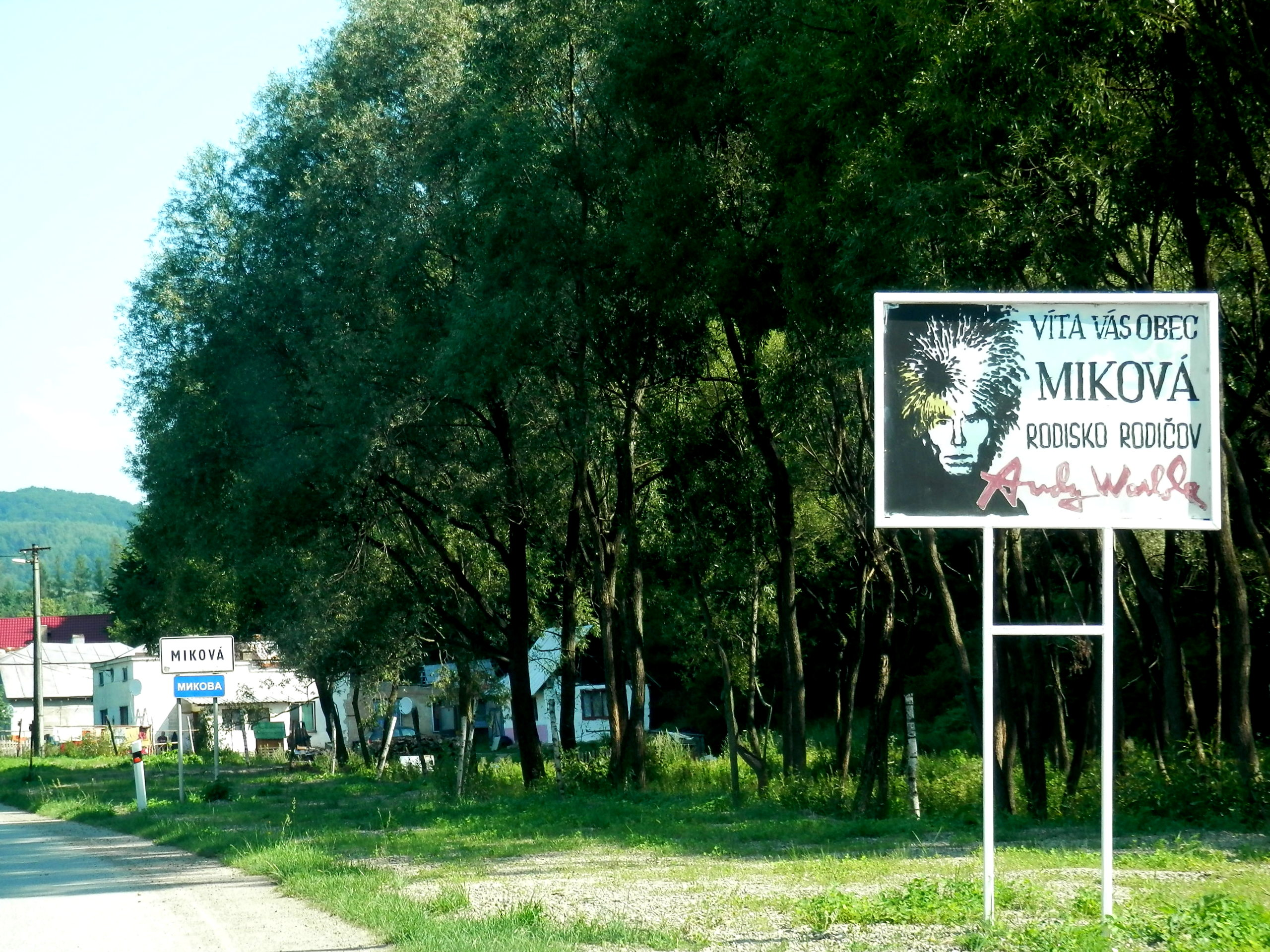
両親の出身地ミコヴァー村の入口に設けられている看板

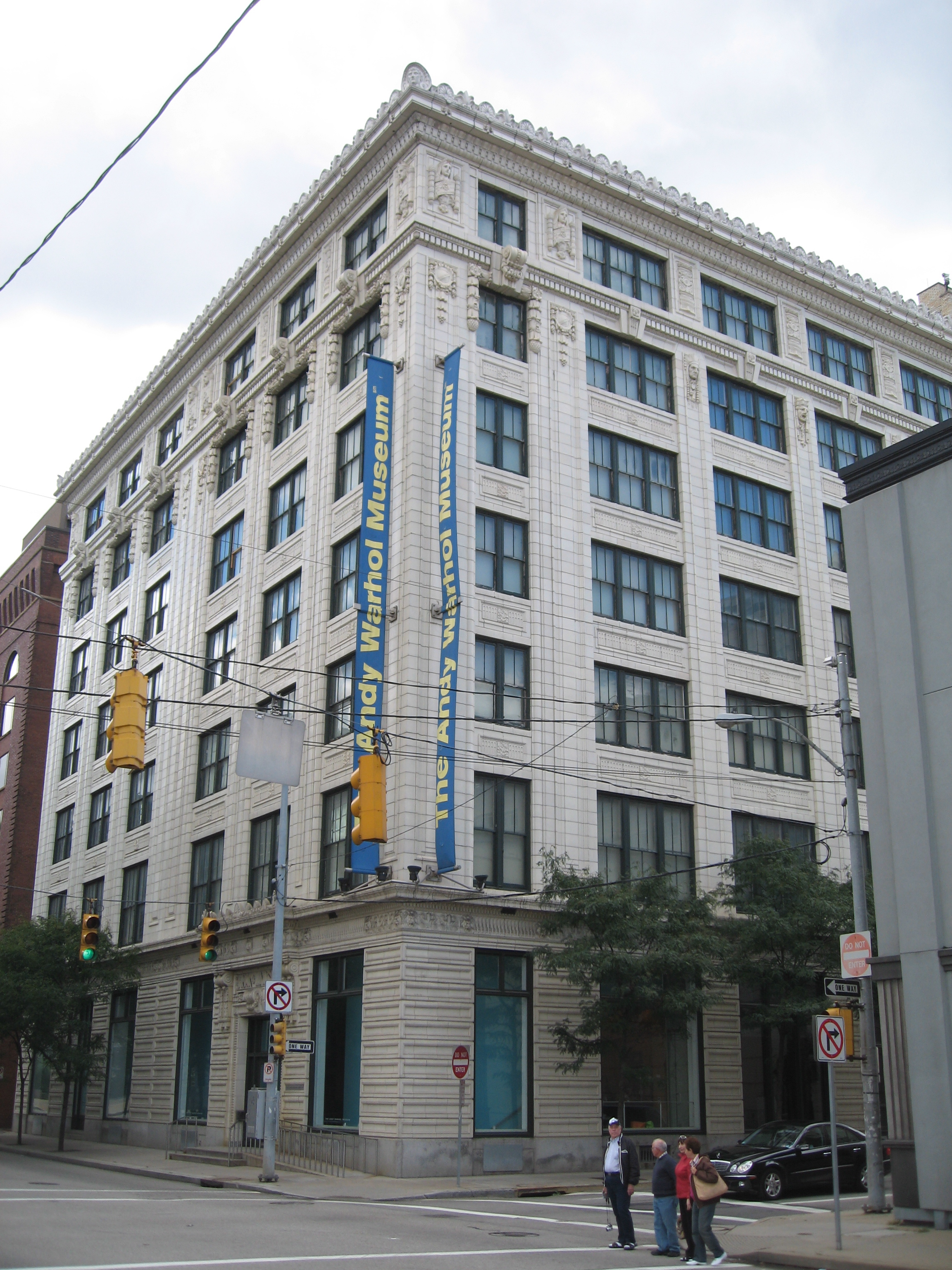
アンディ・ウォーホル美術館（アメリカ・ペンシルベニア州ピッツバーグ市）

ウォーホルは死後の財産について、家族に残すいくばくかのものを除いた遺産の大半によって「視覚芸術の進歩」を目的とした財団の設立を希望しており、その意思に基づいて1987年にアンディ・ウォーホル視覚芸術財団（The Andy Warhol Foundation for the Visual Arts）が設立された。設立時に、財団はウォーホル作品の著作権および商標を取得した。財団はウォーホル作品の著作権を元にさまざまな企業とコラボを行って財源を確保し、視覚芸術研究や芸術家などへの支援と助成を行っている。
1991年9月、スロバキア共和国文化省とアンディ・ウォーホル美術財団は、両親の出身地である東部スロバキアのプレショウ県ストロプコウ郡ミコヴァー村から南東4キロの同郡メジラボルツェ市に「アンディ・ウォーホル現代美術館」（Múzeum moderného umenia Andyho Warhola）を開館した。社会主義時代の1970年代からアンディ・ウォーホルの作品に強い関心を持っていたメジラボルツェ市の民族工芸学校教師の調べにより、両親がミコヴァー村出身で、村には親戚もいることが判明。これを受けてアンディが没した1987年に2番目の兄、ジョン・ウォーホラ（2010年没）がミコヴァー村を訪れたことが発端となり、民主化後に実現した。旧郵便局施設を改装した建物には作品160点を常設展示。一家の由来に関する史料も展示されている。2001年以降はプレショウ県政府が運営している。
また人口わずか約150人の小村であるミコヴァー村では、ルシン人文化行事として1992年から民間主催の民族音楽・ロック音楽イベント「アンディ・ウォーホル記念ミコウスキー・フェスティバル」が毎年夏に開催されている。村域の出入口標識近くには、表にアンディ・ウォーホルの肖像画をあしらった「ようこそアンディ・ウォーホルの両親の一族ミコヴァー村へ」（Víta vás obec Miková, rodisko rodičov Andy Worhola）、裏にキャンベルスープ缶の絵をあしらった「さようなら、アンディ・ウォーホルの両親の一族より」（Dovidenia v rodisku rodičov Andy Worhola）という手描きの看板が設けられている。
アンディ・ウォーホル本人の出身地である米ペンシルベニア州ピッツバーグ市には1994年5月、「アンディ・ウォーホル美術館」（The Andy Warhol Museum）が開館した。カーネギー財団とアンディ・ウォーホル美術財団などが、産業用倉庫として使われていたノース・ショア地区の7階建てのビルを改装して開いたもので、ピッツバーグ市内の「カーネギー美術4館」の1つ。絵画や印刷作品のほか、映像作品なども合わせ1万点以上の作品を所蔵していて、1人の芸術家に特化した美術館としてはアメリカ最大である。美術館は2013年、分館を2017年にニューヨークに開設すると発表したが、計画は2015年になって中止された。

## その他
アンディ・ウォーホルの作品は死後も高く評価され続けており、オークションなどでは1億ドル以上の高値で取引されることさえある。
2013年11月には彼のシルクスクリーン作品である「銀色の車の事故（二重の災禍）」がサザビーズで競売にかけられ1億544万ドルで落札され、彼の作品では落札最高値、美術品競売全体でも当時で4位の高値となった。
2022年5月9日には、シルクスクリーン作品「ショット・セージブルー・マリリン」がクリスティーズで競売にかけられ1億9500万ドルで落札され、最高価格を更新した。美術品オークション全体では史上2位の高値であった。この作品は、ウォーホルがマリリン・モンローのシルクスクリーン作品4枚を壁に立てかけておいたところを、知人がいたずらで銃弾で撃ち抜いて穴をあけたことで「ショット・マリリン」と呼ばれることになったものの1枚である。
それにさかのぼる2011年1月11日には、デニス・ホッパーが銃弾を2発を撃ち込んで穴を開けた毛沢東の肖像画がクリスティーズで競売にかけられ30万2500ドルで落札されている。壁に掛かっていた肖像画が、毛沢東によく似ていることをデニス・ホッパーが気味悪がり、銃で撃ってしまったといわれている。後日、デニス・ホッパーが製作者のアンディ・ウォーホルにこの絵を見せ、2人の共同制作となったことで知られる。
晩年にはコンピュータアートにも興味を持ち、2014年にフロッピーディスクに残されていた未発表のデジタル作品28点が発見された。また、自分自身のロボットをも制作させていた。シャイで人前に出るのを好まなかったため、ロボットに代わりを務めさせたかったと言われている。1960年代には、大学でのウォーホルの映画上映会に出向いて質疑応答に応えるのを嫌がり、友人をウォーホルに変装させて代わりに送っていた。
1980年代にニューヨークで活動をしていた写真家・土井弘介は、パーティでたびたび遭遇し顔見知りになっており、カメラを向けるといつでも喜んでポーズをとってくれたという。
”15 minutes of fame”（未来には、誰でも15分間は世界的な有名人になれるだろう）というフレーズは、アンディ・ウォーホルの残した言葉として有名であるが、1968年のストックホルム近代美術館での展示の際、当時の館長であるポンタス・フルテンが語録の展示の中に追加したものであり、ウォーホル本人の言葉ではない。

## 日本語書籍
著作、伝記研究
- 『ウォーホル日記』 パット・ハケット編、中原佑介・野中邦子訳

文藝春秋、1995年／文春文庫（新編・上下）、1997年。口述筆記による晩年の日記
- アンディ・ウォーホル『ぼくの哲学』 落石八月月訳、新潮社、1998年8月／新潮文庫、2024年5月
- 『ポッピズム ウォーホルの60年代』 ウォーホル/パット・ハケット共著、高島平吾訳、リブロポート、1992年／文遊社、2011年
- 『アンディ・ウォーホルのヘビのおはなし』 野中邦子訳、河出書房新社、2017年、新版2021年。創作絵本
- 『アンディ・ウォーホル とらわれない言葉』 アンディ・ウォーホル美術財団編／夏目大訳、青志社、2010年、新版2022年
- 『さよなら、アンディ ウォーホルの60年代』 ウルトラ・ヴァイオレット

入江直之・金子由美訳、平凡社〈20世紀メモリアル〉、1990年
- 『アンディ・ウォーホル 1964-1967』 ナット・フィンケルスタイン、金井詩延訳、マガジンハウス、1994年
- 『伝記ウォーホル パーティのあとの孤独』 フレッド・ローレンス・ガイルズ、野中邦子訳、文藝春秋、1996年
- 『ウォーホル 岩波世界の巨匠』 エリック・シェーンズ、水沢勉訳、岩波書店、1996年
- 『ユリイカ 詩と批評－特集 アンディ・ウォーホル』1990年9月号、青土社
- 『ウォーホルの世界』 美術出版社、1990年1月。金坂健二・篠山紀信ほか
- 『ウォーホルの芸術－20世紀を映した鏡』 宮下規久朗、光文社新書、2010年
- 『アンディ・ウォーホルの基礎知識』 マガジンハウス・ムック、2022年10月。入門書

画集、図録
- 『アンディ・ウォーホル全版画 カタログ・レゾネ1962－1987』 美術出版社、増訂版（第4版）2003年。大著
- 『ウォーホル画集』 キナストン・マクシャイン編・東野芳明監修、リブロポート、1990年。大著
- 『アンディ・ウォーホル モダン・マスターズ・シリーズ』 カーター・ラトクリフ

古賀林幸・日向あき子訳、美術出版社、1989年。最初の全年代の作品解説
- 『アンディ・ウォーホル 50年代イラストブック』 新潮社、2000年。初期の作品集
- 『アンディ・ウォーホル』 新潮社〈Shinchosha's super artists〉、1990年。大型本
- 『アンディ・ウォーホル』 ジョゼフ・D・ケットナー2世、藤村奈緒美訳、青幻舎、2014年。カラー図版と論考解説
- 『ウォーホル 西洋絵画の巨匠 9』 林卓行編、小学館、2006年
- 『ウォーホル 現代美術 12』 米倉守編、講談社、1993年
- 『ウォーホル 美の20世紀 16』 エリック・シェインズ、山梨俊夫監訳・前田希世子訳、二玄社、2008年。小冊子
- 『ウォーホルのアメリカ』 求龍堂〈美の再発見シリーズ〉、1998年。小冊子
- 『アンディ・ウォーホル』 ピーター・ジダル／チハーコヴァー・ヴラスタ訳

PARCO出版「ピクチャーバックス」、1978年、新版2000年。生前刊行、主に白黒写真で紹介
- 『アンディ・ウォーホル遺作展』 日向あき子監修、読売新聞社、1989年。図録は一部表記
- 『アンディ・ウォーホル展』 桑原住雄監修、朝日新聞社、1991年
- 『アンディ・ウォーホル 1956-86 時代の鏡』 塩田純一・矢口國夫・宮下規久朗ほか、朝日新聞社、1996年
- 『アンディ・ウォーホル展』 木島俊介監修、中日新聞社、2000年
- 『アンディ・ウォーホル展　永遠の15分』 森美術館編、美術出版社、2014年
- 『アンディ・ウォーホル・キョウト 図録』 京都市京セラ美術館、2022年